# پاسکال مائه
پاسکال مائه (فرانسوی: Pascal Mahé‎؛ زادهٔ ۱۵ دسامبر ۱۹۶۳) بازیکن هندبال اهل فرانسه بود.